# Diamena
Diamena je monotipski rod trajnica iz porodice šparogovki smješten u tribus Anthericeae, dio je potporodice saburovki. Jedina vrsta je peruanski endem D. stenantha., iz departmana La Libertad.
Rod je opisan u Opera Botanica 92: 185. 1987.

## Sinonimi
- Anthericum stenanthum Ravenna; Bol. Soc. Argent. Bot. 11: 147 (1967)
- Paradisea stenantha (Ravenna) Ravenna; G. T. Prance & T. S. Elias, Extinction Is Forever: 265 (1977)